# Пишево
Пишево — деревня в Печорском районе Псковской области России. Входит в состав сельского поселения «Лавровская волость».
Расположена в 4 км к северо-востоку от волостного центра, деревни Лавры, и в 25 км к юго-западу от райцентра, города Печоры.

## Население
Численность населения деревни по оценке на конец 2000 года составляла 12 жителей.
| 2001 | 2002 | 2010 |
| ---- | ---- | ---- |
| 12   | ↘9   | ↗10  |